# 杨鸿烈
杨鸿烈（1903年—1977年），又名炳堃，别名宪武，中国法律史學家。

## 生平
杨鸿烈1903年出生于云南晋宁，毕业于国立师范大学外文系，在清华大学国学研究院研究历史。杨鸿烈留学东京帝国大学获博士学位。杨鸿烈历任上海中国公学历史系主任、云南大学师范学院院长、河南大学历史系主任、无锡国学专修馆讲师。抗日期间，杨鸿烈任汪伪政府宣传部編审司司长。1946年杨鸿烈任香港星岛日报英文译员、香港大学讲师。1956年杨鸿烈任广东文史馆馆员。1977年杨鸿烈逝世。

## 著作
杨著有《中国法律发达史》、《中国法律思想史》、《中国法律在东亚诸国之影响》。